# Miguel Layrisse
Miguel Ángel Layrisse Marrero (Caracas, 6 de mayo de 1919 - Caracas, 22 de febrero de 2002) fue un investigador científico, médico y profesor universitario venezolano. La Universidad Simón Bolívar le otorgó el título doctor honoris causa. En 1953 compartió con Tulio Arends el segundo premio en la exhibición científica del VI Congreso Internacional de Hematología celebrado en Boston. Perteneció a varias sociedades científicas como American Society of Tropical Medicine and Hygiene, Sociedad Internacional de Ciencias de la Nutrición, Academia de las Ciencias Físicas, Matemáticas y Naturales y fue individuo de Número de la Academia Nacional de Medicina.

## Carrera
Fue profesor de la Universidad Central (1944-1980), Jefe del Centro de Investigación del Banco de Sangre (1952-1961), investigador del Instituto Venezolano de Investigaciones Científicas (IVIC, 1961-1990) e investigador emérito del mismo Instituto desde 1990.  
En  su  actividad  investigativa  incursionó  en  los  campos  de  la inmunohematología y anemia nutricional. Junto a Tulio Arends descubrió el antígeno Diego, primer marcador genético exclusivamente mongoloide, con lo cual estableció un marcador genético entre los mongoloides asiáticos y los indígenas americanos. Asimismo promovió el uso de la harina de maíz precocida enriquecida con hierro,  vitamina A y los β-carotenos que favorecen la absorción del hierro, como vehículo para  disminuir  los  índices  de  anemia  de  la  población.  
A lo largo de su carrera ejerció la presidencia del Consejo Nacional de Investigaciones Científicas y Tecnológicas (1972-1975), fue jefe del Centro de Investigación del Banco de Sangre (1952-1961), jefe del Departamento de Fisiopatología del IVIC (1961-69), además fue rector de la Universidad Central de Venezuela (1976-1980) y director del Instituto Venezolano de Investigaciones Científicas (1980-1984).

## Vida personal
Su esposa Zulay Elena Pérez es una bióloga venezolana, reconocida por sus estudios pioneros en Latinoamérica de histocompatibilidad y susceptibilidad genética a enfermedades. Fue fundadora del primer laboratorio de  histocompatibilidad en Venezuela.Su hijo Ignacio Layrisse (Caracas, 1952) es un químico graduado en la Universidad Simón Bolívar. Fue director gerente PDVSA hasta 2002 cuando migró a México.

## Premios
- Premio José Gregorio Hernández. (1953)
- Premio Nacional de Investigaciones José María Vargas. (1956)
- Segundo del VI Congreso Internacional de Hematología. (Boston, 1956)
- Premio Fundación Creole en colaboración con el Dr. Johannes Wilbert. (1961)
- Premio José Gregorio Hernández conferido conjuntamente con el Dr. Marcel Roche. (1965)
- Premio Nacional de Medicina
- Premio Nacional de Ciencias
- Premio Nacional de Nutrición
- Premio Kellogg´s a la Excelencia en Nutrición